# Cheadle Hulme
Cheadle Hulme – miejscowość w Anglii, w hrabstwie ceremonialnym Wielki Manchester, w dystrykcie metropolitalnym Stockport. Leży 11 km na południe od centrum miasta Manchester. Liczy 28 952 mieszkańców.